# Стефаново (област Ловеч)
Вижте пояснителната страница за други значения на Стефаново.
Стѐфаново е село в Северна България. То се намира в община Ловеч, област Ловеч.

## География
Селото е разположено в полупланински район на 20 km южно от гр. Ловеч, на Микренските възвишения, в район със смесени гори. През него минават реките Селищен дол и Усоин дол, притоци на р. Видима.

## История
Село Стефаново с предишно име Вратца (до 1949 г.).
Първите писмени извори за селото са открити от Стоян Минковски с помощта на отдел „Османистика“ на Националната библиотека. Най-ранното писмено споменаване на селото е в подробен муфассал (регистър) на войнугани от каза (околия) Лофча (дн. Ловеч) от данъчната 1515 – 1516 г. и от 1541 – 1544 г. „Село Иврадже с друго име Исвоте..“. Споменато е и като Иврач (1548 г.) и Ивраджа (1570 г.). и в данъчни архиви от 1659 г. (Вирача, Вратца). Известно е, че село Вратца е било със статут на войнуганско-дервенджийско село и като такова се е ползвало с определени привилегии. Има войнугански списъци и от 18 век.
През 1854 г. в къщата на Димитър Димитров Койнов е открито първото килийно училище. През 1876 година се построява сграда специално за училище. Учителят Клисурски от Троян взема участие в Априлското въстание. През 1906 г. е изградена училищна сграда в църковния двор. Дейността на училището официално е прекратена през 1964 година.
През зимата на 1871 Васил Левски основава таен революционен комитет в къщата на игумена на Троянския манастир Давид (сподвижник и куриер на Васил Левски).
В това село е роден един от ръководителите на Велчовата завера – Иванаки Йонков-Кюркчията (Вратцалията).

### Архитектурен резерват Старо Стефаново
През 1935 г. село Стефаново е разделено на две части, като старата му част е обявена за архитектурен резерват с разпореждане №40 на Министерски Съвет от 27 октомври 1982 г. и обнародвано в ДВ бр. 20 от 11 март 1983 г. с 96 паметника на културата. От запазените по-интересни постройки в селото 95 имат качества на архитектурно-строителни паметници на културата (от тях 35 с категория местно значение и 60 в ансамбъл). Един от паметниците е черквата „Рождество Пресвета Богородици“. Тя е построена от известния майстор Уста Генчо Кънев от Трявна. Той е бил извънредно талантлив майстор, построил много църкви и обществени сгради из цяла България. Строежът е завършен през 1882 г., а през 1887 година е завършено изписването на иконостаса, като всички икони са ктиторски. Храмът е изписан от зографа Русалим Дичов от село Тресонче, Дебърско, представител на Дебърската художествена школа. След изписването на черквата Русалим Дичов изписва с декоративен стенопис („а ла франга“) много къщи в село Вратца (дн. Стефаново). Към момента има десетина къщи с частично или изцяло запазена декоративна стенописна украса.

## Население
Численост и дял на етническите групи според преброяването на населението през 2011 г.:
|                     | Численост | Дял (в %) |
| Общо                | 99        | 100,00    |
| Българи             | 94        | 94,94     |
| Турци               | 0         | 0,00      |
| Цигани              | 0         | 0,00      |
| Други               | 0         | 0,00      |
| Не се самоопределят | 0         | 0,00      |
| Неотговорили        | 3         | 3,03      |

## Забележителности
В околностите на селото се намират тракийски могили.
Старо Стефаново е известно още като селото с алафрангите – красиви стенописи по много от фасадите на къщите.
Други забележителности:
- селска чешма (1830 г.)
- Поповото мостче (1824 г., майстор Марин Христов от Ловеч).

В резервата са снимани много филми, като „Хайка за вълци“, „Юдино желязо“, „Панчо и таласъмите“, „Отвъд чертата“, „Охлюви“, „Моторът“.
- Къщата с алафрангите
- Параклисът в изсъхналото хилядолетно дърво
- Детайл от параклиса
- Църквата

## Личности
- Иванаки Йонков – Кюркчията, участник във Велчовата завера
- Иван Йонков – р.1775 г. съорганизатор на Велчова завяра. Обесен в 1835 г.
- Стефан Маринов Пашев - антифашист, участник в една от военните групи на т.нар. "подводничари" тръгнала с подводница от Севастопол на 25.08.1941г. и  пристигнала край устието на Камчия на 28.08.1941г. Заловен е от полицията на 10.09.1941. в Котел осъден на смърт и разстрелян с другите 17 подводничари и парашутисти ,на 26 юли 1942 . на негово име е прекръстено и селото Стефаново през 1949.